# River Ock
River Ock är ett vattendrag i Storbritannien.   Det ligger i riksdelen England, i den södra delen av landet, 80 km väster om huvudstaden London.